# Beatriz at Dinner
Beatriz at Dinner ist eine kanadisch-US-amerikanische Filmkomödie von Miguel Arteta, die am 23. Januar 2017 im Rahmen des Sundance Film Festivals ihre Weltpremiere feierte.

## Handlung
Beatriz ist eine ganzheitliche Therapeutin, die von manchen nur als Wunderheilerin bezeichnet wird, und sie liebt ihren Beruf. Nach der erfolgreichen Behandlung der Mutter einer jungen Frau, die sich inmitten einer Chemotherapie befindet, springt ihr Auto nicht mehr an, und sie wird von dieser eingeladen, die Nacht im Haus zu verbringen und an einem Abendessen teilzunehmen, um hierbei ein lukratives Geschäft von Doug Strutt zu feiern. Auch wenn sich die meisten Gäste Beatriz gegenüber höflich benehmen, verhält sich Doug, ein Selfmade-Millionär, der sehr erfolgreich neue Geschäftsideen entwickelt, ihr gegenüber unverschämt. Beatriz glaubt Doug von irgendwoher zu kennen, was sie zunehmend verunsichert. Als Beatriz ihn ganz direkt fragt, ob er seine Geschäfte auf Kosten kranker Menschen macht, bilden sich beim Essen schlagartig zwei Parteien, die zu dieser Frage ganz unterschiedlicher Meinung sind.

## Produktion

### Stab und Besetzung
Regie führte Miguel Arteta. Das Drehbuch zum Film schrieb Mike White.
Die Rolle der titelgebenden Hauptfigur Beatriz übernahm Salma Hayek. Sie spielt eine ganzheitliche Therapeutin, deren Auto nach einer Behandlung nicht mehr anspringt. John Lithgow übernahm die Rolle von Doug Strutt, dem Beatriz im Rahmen der anschließenden Einladung zum Essen begegnet. Connie Britton übernahm die Rolle von Cathy, Jay Duplass spielt Alex, und David Warshofsky ist in der Rolle von Grant zu sehen. Suzana wird von Natalia Abelleyra gespielt.

### Filmmusik

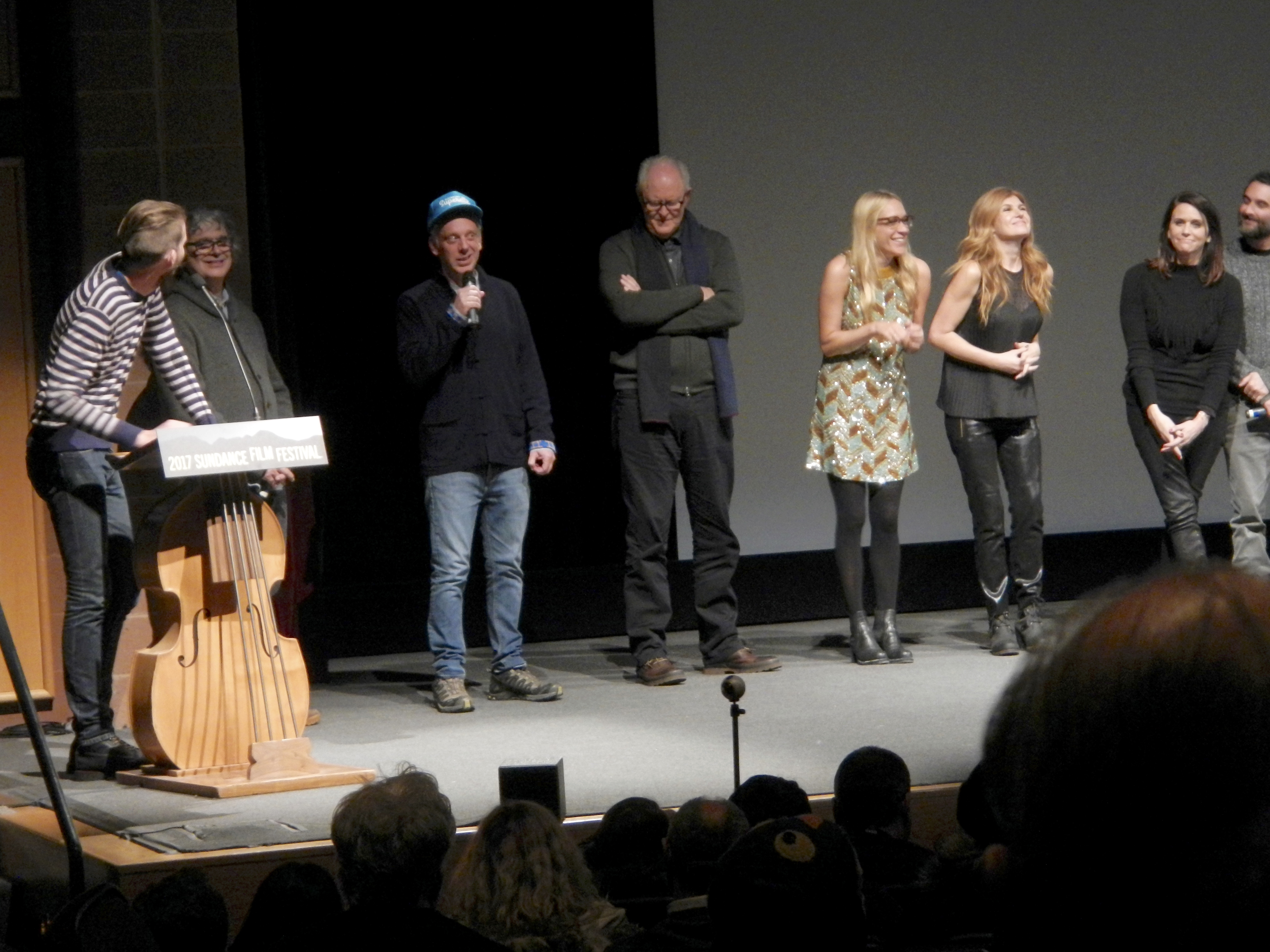
Mike White, John Lithgow, Chloë Savigny, Connie Britton, Amy Landecker und Jay Duplass bei der Premiere des Films beim Sundance Film Festival 2017

Die Filmmusik wurde von Mark Mothersbaugh komponiert.

### Marketing, Vertrieb und Veröffentlichung
Im Januar 2017 wurde ein erster Trailer zum Film veröffentlicht. Der Film feierte am 23. Januar 2017 im Rahmen des Sundance Film Festivals seine Weltpremiere. Dort sicherte sich Roadside Attractions gemeinsam mit FilmNation Entertainment die Vertriebsrechte für den Film auf dem US-amerikanischen Markt und eine Reihe weiterer Länder. Im Rahmen des Seattle International Film Festivals 2017 wird Beatriz at Dinner im Mai 2017 in der Sektion New American Cinema gezeigt werden. Am 9. Juni 2017 kam der Film in die US-amerikanischen Kinos.

## Rezeption

### Kritiken
Der Film konnte bislang 76 Prozent der Kritiker bei Rotten Tomatoes überzeugen.
Owen Gleiberman von Variety spricht von einer kleinen und elegant eingefädelten Verwicklungskomödie mit Salma Hayek in einer Glanzrolle.
Mara Reinstein vom US-Magazine spricht von einem mutigen Filmdrama, das ohnehin zum Nachdenken angeregt hätte, jedoch in Anbetracht der aktueller Geschehnisse applauswürdig sei, und erinnert in ihrer Kritik daran, dass Hayek im Film eine mexikanische Immigrantin spielt.  Richard Lawson von Vanity Fair spricht daher auch von einem perfekten Film für die Ära von Donald Trump.

### Einspielergebnis
Die weltweite Einnahmen aus Kinovorführungen belaufen sich bislang auf rund 6 Millionen US-Dollar.

### Auszeichnungen
Independent Spirit Awards 2018
- Nominierung für das Beste Drehbuch (Mike White)
- Nominierung als Beste Hauptdarstellerin (Salma Hayek)[11]

National Board of Review Awards 2017
- Aufnahme in die Top 10 Independent Movies[12]